# Alvers kommun
Alvers kommun (norska: Alver kommune) är en kommun i landskapet Nordhordland i Vestland fylke i västra Norge. Kommunens centralort är tätorten Knarvik.

## Administrativ historik
Alvers kommun bildades den 1 januari 2020 genom en hopslagning av de tidigare kommunerna Lindås, Meland och Radøy och har fått sitt namn av gården Alver som  ligger vid sundet Alverstraumen i tidigare Lindås kommun.

### Vapen för tidigare kommuner inom den nuvarande kommunen

Lindås kommun (1979–2019)
Melands kommun (1987–2019)
Radøy kommun (1991–2019)

## Tätorter
I Alvers kommun finns 13 tätorter:
- Austmarka
- Dalemarka
- Frekhaug
- Haugland
- Holme
- Knarvik (centralort)
- Krossneset
- Leknes
- Lindås
- Manger
- Moldekleiv
- Seim
- Vikebø

## Socknar
Inom Norska kyrkan är Alvers kommun indelad i fem socknar:
- Knarviks socken
- Lindås socken
- Melands socken
- Osterfjordens socken
- Radøy socken

Socknarna ingår i Nordhordlands prosteri i Bjørgvins stift.

## Bilder

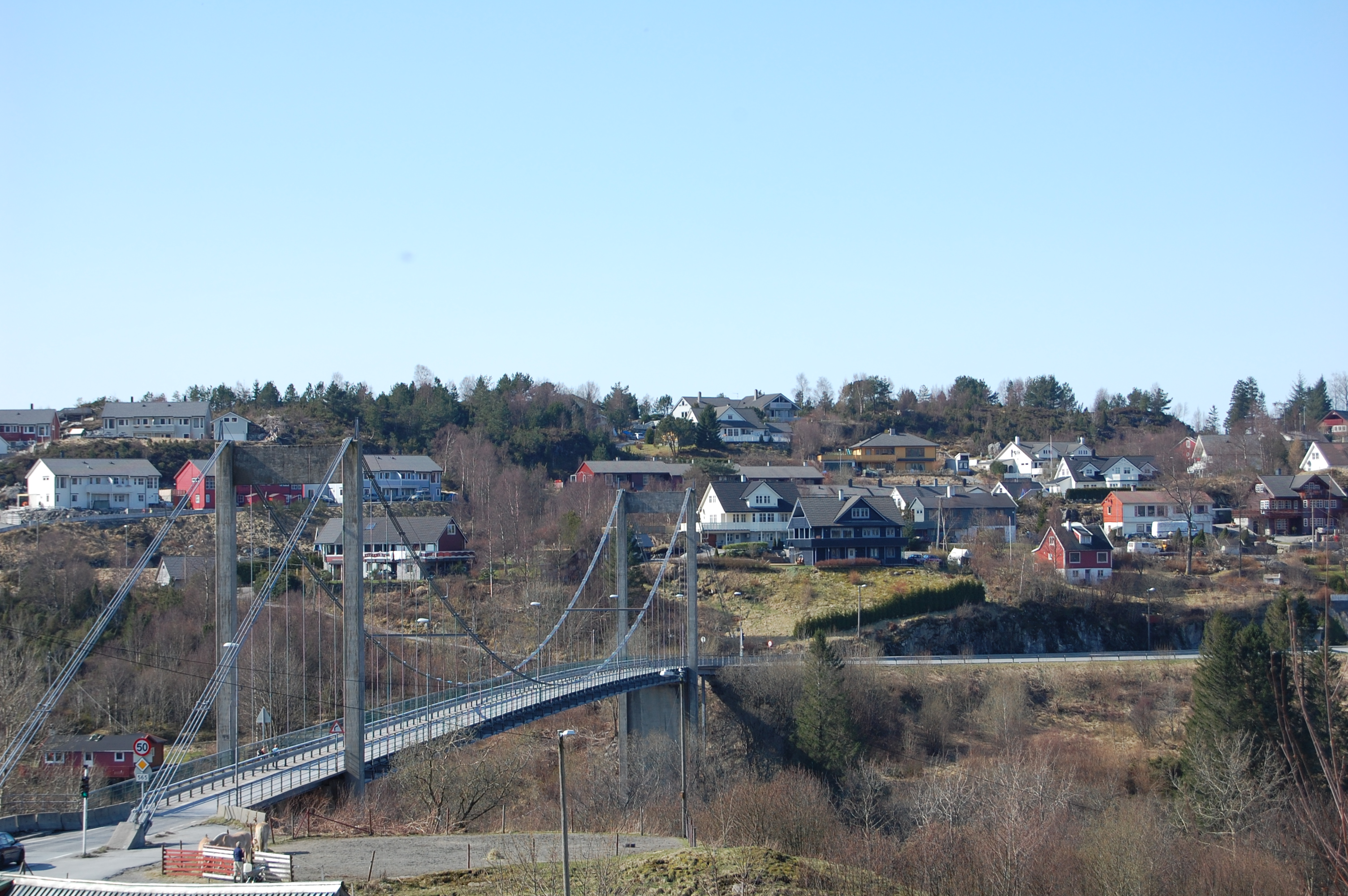
Bron över Alverstraumen.
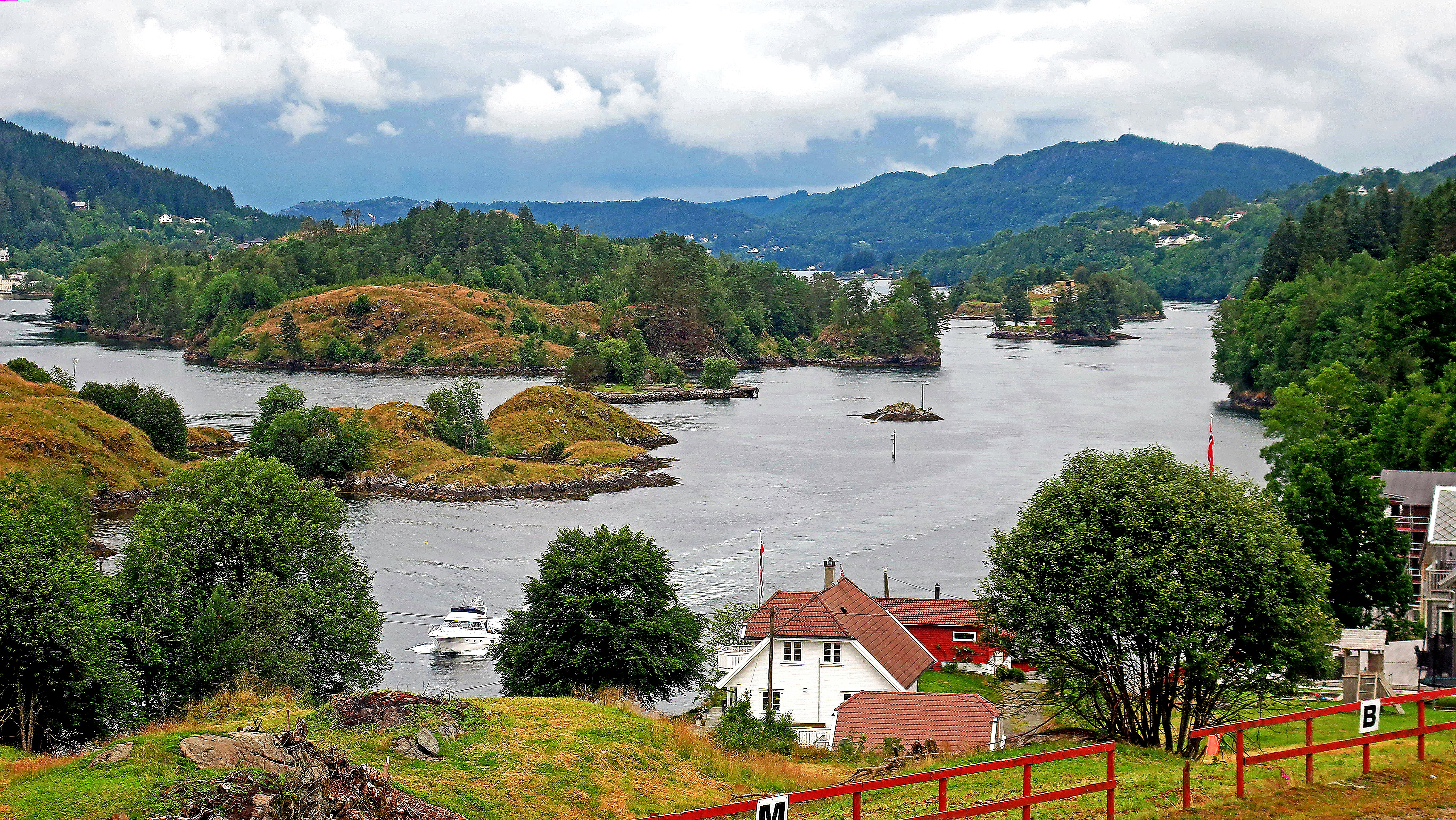
Radsundet.
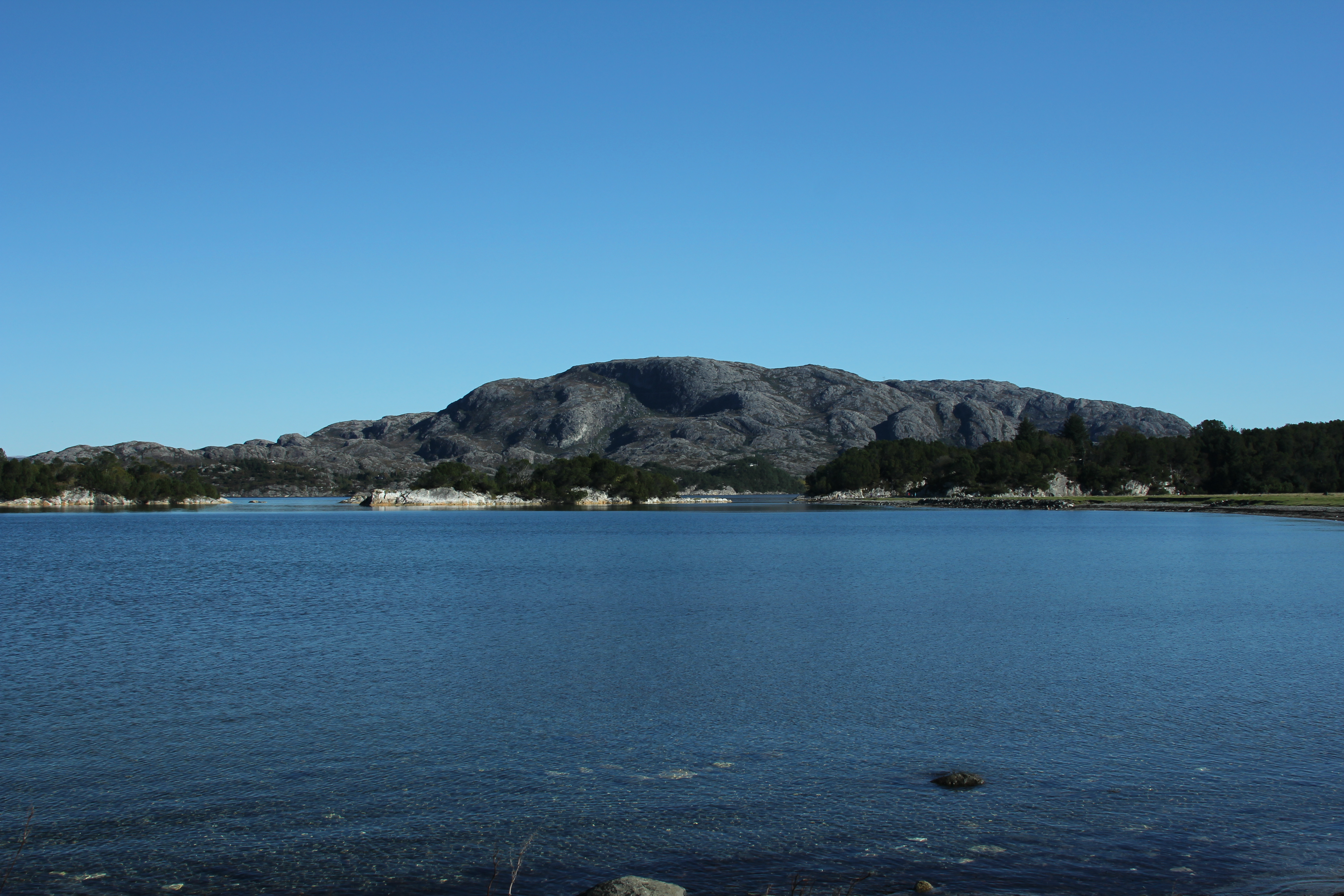
Fjället Veten.